# Bướu xích đạo
Bướu xích đạo là một sự khác biệt giữa đường kính tại xích đạo và tại vùng cực của một hành tinh, do lực ly tâm tác dụng bởi các vòng xoay xung quanh trục của thiên thể. Một thiên thể quay có xu hướng hình thành một hình cầu dẹt (spheroid) hơn là một hình cầu.

## Trên Trái Đất
Trái Đất có bướu xích đạo khá nhỏ: khoảng 43 km (27 mi) rộng hơn ở xích đạo so với đường đi qua hai cực, chênh lệch gần bằng 1/300 đường kính. Nếu Trái Đất được thu nhỏ xuống một quả cầu có đường kính 1 mét ở xích đạo, sự khác biệt đó sẽ chỉ là 3 mm. Mặc dù quá nhỏ để nhận thấy một cách trực quan, sự khác biệt đó vẫn cao hơn gấp đôi so với độ lệch lớn nhất của bề mặt thực tế so với ellipsoid, bao gồm cả những ngọn núi cao nhất và rãnh đại dương sâu nhất.
Vòng quay của Trái Đất cũng ảnh hưởng đến mực nước biển, bề mặt tưởng tượng được sử dụng để đo độ cao từ đó. Bề mặt này trùng với mực nước mặt trung bình trong các đại dương và được ngoại suy trên đất liền bằng cách tính đến trọng trường Trái Đất địa phương và lực ly tâm.
Sự khác biệt của bán kính do vậy là khoảng 21 km. Do đó, một người quan sát đứng ở mực nước biển ở hai cực, cách trung tâm Trái Đất 21 km so với khi đứng ở mực nước biển trên xích đạo. Kết quả là, điểm cao nhất trên Trái Đất, được đo từ tâm và hướng ra ngoài, là đỉnh núi Chimborazo ở Ecuador chứ không phải là đỉnh Everest. Nhưng vì đại dương cũng phình ra, giống như Trái Đất và bầu khí quyển của nó, Chimborazo không cao hơn mực nước biển nhiều như Everest.
Chính xác hơn, bề mặt Trái Đất thường được xấp xỉ bởi một hình elip dẹt lý tưởng, với mục đích xác định chính xác lưới vĩ độ và kinh độ cho bản đồ học, cũng như "tâm của Trái Đất". Trong ellipsoid Trái Đất tiêu chuẩn WGS-84, được sử dụng rộng rãi để tạo bản đồ và hệ thống GPS, bán kính của Trái Đất được giả định là 6.378.137 km (3.963.191 mi) tại xích đạo và 6.356,7523142 km (3.949,9027642 mi) từ trung tâm đến cực; có nghĩa là có sự khác biệt là 21,3846858 km (13,2878277 mi) về bán kính và 42,7693716 km (26,5756554 mi) về đường kính và độ dẹt tương đối là 1/298.257223563. Bề mặt mực nước biển gần với elipsoid tiêu chuẩn này hơn bề mặt của Trái Đất rắn.